# چارلز اشپیتل دنتون
چارلز اشپیتل دنتون (انگلیسی: Charles Ashpitel Denton; ۲۴ اکتبر ۱۸۵۲ – ۲۸ سپتامبر ۱۹۳۲) بازیکن فوتبال اهل بریتانیا بود.
از باشگاه‌هایی که در آن بازی کرده‌است می‌توان به باشگاه فوتبال واندررز اشاره کرد.